# Belgique au Concours Eurovision de la chanson 2005
La Belgique a participé au Concours Eurovision de la chanson 2005 les 19 et 21 mai à Kiev, en Ukraine. C'est la 47e participation belge au Concours Eurovision de la chanson.
Le pays est représenté par le chanteur Nuno Resende et la chanson Le Grand Soir, sélectionnés par la RTBF au moyen d'une finale nationale.

## Sélection

### Finale nationale belge 2005
Le radiodiffuseur belge pour les émissions francophones, la Radio-télévision belge de la Communauté française (RTBF), organise une finale nationale pour sélectionner l'artiste et la chanson représentant la Belgique au Concours Eurovision de la chanson 2005.

#### Finale
La finale nationale, présentée par Jean-Pierre Hautier et Jean-Louis Lahaye a lieu le 20 mars 2005 aux studios de la RTBF à Bruxelles.
Les résultats du télévote sont exprimés en pourcentages.
| Ordre | Artiste       | Chanson       | Langue   | Traduction    | Télévote | Place |
| ----- | ------------- | ------------- | -------- | ------------- | -------- | ----- |
| 1     | Nuno Resende  | Le Grand Soir | Français | –             | 50,2 %   | 1     |
| 2     | Tiffany Ciely | Lost Paradise | Anglais  | Paradis perdu | 49,8 %   | 2     |

Lors de cette sélection, c'est la chanson Le Grand Soir, interprétée Nuno Resende, qui fut choisie.

## À l'Eurovision

### Points attribués par la Belgique
| 12 points | Pays-Bas |
| 10 points | Portugal |
| 8 points  | Roumanie |
| 7 points  | Danemark |
| 6 points  | Hongrie  |
| 5 points  | Pologne  |
| 4 points  | Moldavie |
| 3 points  | Israël   |
| 2 points  | Norvège  |
| 1 point   | Croatie  |

| 12 points | Grèce    |
| 10 points | Turquie  |
| 8 points  | Malte    |
| 7 points  | Roumanie |
| 6 points  | Israël   |
| 5 points  | Lettonie |
| 4 points  | Danemark |
| 3 points  | Norvège  |
| 2 points  | Hongrie  |
| 1 point   | Moldavie |

### Points attribués à la Belgique

#### Demi-finale
| 12 points  | 10 points | 8 points   | 7 points | 6 points   |
| ---------- | --------- | ---------- | -------- | ---------- |
| - Portugal |           |            | - France | - Pays-Bas |
| 5 points   | 4 points  | 3 points   | 2 points | 1 point    |
|            |           | - Moldavie |          | - Albanie  |

Lors de la demi-finale, Nuno Resende interprète Le Grand Soir en 11e position, après l'Islande et avant l'Estonie.
Au terme du vote de la demi-finale, la Belgique termine 22e sur 25 pays, ayant reçu 29 points provenant de 5 pays.
La Belgique n'ayant pas terminé parmi les dix premiers pays du classement, elle ne se qualifie pas pour la finale.